# Маундвил (Алабама)
Маундвил (енгл. Moundville) град је у америчкој савезној држави Алабама. По попису становништва из 2010. у њему је живело 2.427 становника.

## Демографија
Према попису становништва из 2010. у граду је живело 2.427 становника, што је 618 (34,2%) становника више него 2000. године.
| Група             | 2000.         | 2010.         |
| Белци             | 1.102 (60,9%) | 1.339 (55,2%) |
| Афроамериканци    | 636 (35,2%)   | 981 (40,4%)   |
| Азијати           | 17 (0,9%)     | 16 (0,7%)     |
| Хиспаноамериканци | 28 (1,5%)     | 43 (1,8%)     |
| Укупно            | 1.809         | 2.427         |